# Oleg Nikolayev
Oleg Vladimirovich Nikolayev (tiếng Nga: Олег Владимирович Николаев; sinh ngày 21 tháng 5 năm 1998) là một cầu thủ bóng đá người Nga thi đấu cho F.K. Rotor Volgograd.

## Sự nghiệp câu lạc bộ
Anh có màn ra mắt tại Giải bóng đá chuyên nghiệp quốc gia Nga cho F.K. Rotor Volgograd vào ngày 28 tháng 7 năm 2016 trong trận đấu với F.K. Mashuk-KMV Pyatigorsk.